# 11187 Richoliver
11187 Richoliver este un asteroid din centura principală de asteroizi.

## Descriere
11187 Richoliver este un asteroid din centura principală de asteroizi. A fost descoperit pe 22 mai 1998 la Stația Anderson Mesa în cadrul programului LONEOS. Asteroidul prezintă o orbită caracterizată de o semiaxă mare de 2,59 ua, o excentricitate de 0,13 și o înclinație de 3,9° în raport cu ecliptica.